# Remeteszőlős
Remeteszőlős es un pueblo húngaro perteneciente al distrito de Budakeszi, condado de Pest.

## Superficie
Cuenta con una superficie de 2,89 km².

## Demografía
Hasta 2024 la población era de 1059 habitantes, con una densidad de población de 366,43 hab/km².
| Gráfica de evolución demográfica de Remeteszőlős entre 2020 y 2024 |
|                                                                    |
| Datos según la Oficina Central de Estadística de Hungría.          |